# Parco nazionale del lago Kenozero
Il parco nazionale del lago Kenozero (in russo Кенозерский национальный парк?) è un parco nazionale del nord della Russia, situato nei distretti di Kargopol' e di Pleseck, nell'oblast' di Arcangelo. È stato istituito il 28 dicembre del 1991. A partire dal 2004, il parco nazionale gode dello status di riserva della biosfera dell'UNESCO.

## Storia
La regione di Kenozero è sempre stata un'area remota. Nel XIX secolo, era suddivisa tra gli uezdy di Pudož (a ovest) e di Kargopol' (a est) del governatorato di Olonec. In epoca sovietica, dopo tutta una serie di mutamenti amministrativi, l'area venne accorpata all'oblast' di Arcangelo. Tra gli anni '50 e '80, come un po' in tutto il Nord della Russia, la regione si spopolò gradualmente; in particolare, tutti i villaggi compresi tra il lago Lyokshmozero e Kenozero vennero abbandonati.
Nel 1991, venne presa la decisione di creare un parco nazionale nell'area. Tutti i monumenti storici presenti vennero posti sotto la tutela dell'amministrazione del parco, e alcuni di essi furono restaurati. Il 28 dicembre del 1991 il parco venne ufficialmente istituito. Il personale del parco all'epoca della fondazione comprendeva solo 7 persone. Nel 1992 il numero venne portato a 35 persone e nel 1993 a 153. Nel 2004, il parco divenne una Riserva della Biosfera dell'UNESCO.

## Posizione e geografia
Il parco nazionale occupa la parte sud-occidentale del distretto di Pleseck e quella nord-occidentale del distretto di Kargopol', nell'oblast' di Arcangelo, al confine con la Repubblica di Carelia. La parte settentrionale del parco è incentrata attorno al lago Kenozero, uno degli specchi d'acqua più grandi della regione. Il quartier generale del parco è situato nel villaggio di Vershinino, sulle sponde settentrionali del lago. Dal lago Kenozero nasce il fiume Kena, uno dei maggiori affluenti di sinistra del fiume Onega. Il corso superiore del Kena è situato entro i confini del parco, così come quello del Pocha, il più grande tributario del lago Kenozero, il lago da cui nasce, il Pochozero, e il corso inferiore del suo tributario principale, il fiume Undosha.
La parte meridionale del parco comprende il lago Lyokshmozero e il corso superiore del fiume Lyokshma, un tributario del lago Lacha. I laghi Lyokshmozero e Kenozero sono separati da un gran numero di laghi minori, tra i quali ricordiamo il Naglimozero e il Vilno. Alcune aree lungo il confine con la Carelia rientrano nel bacino idrografico del Vodla e, quindi, del Mar Baltico. Pertanto, il parco comprende parte della linea spartiacque che corre tra i bacini dell'Atlantico e del Mar Glaciale Artico.

## Turismo
Il parco ospita sia bellezze naturali che monumenti storici, ed è pertanto attrezzato per l'ecoturismo. A tale scopo è stata creata una serie di appositi sentieri.
Sono presenti alcuni monumenti architettonici costruiti in legno. Uno di essi è il pogost di Porzhensky, nella parte occidentale del parco, costituito dalla chiesa di San Giorgio con un campanile (entrambi del XVIII secolo) circondati da una palizzata di legno con tanto di porte e torri (1789). I villaggi adiacenti al pogost di Porzhensky sono stati abbandonati, e nessuna strada li raggiunge, tanto che il pogost si può raggiungere unicamente attraverso un sentiero percorribile a piedi.
Il parco è attraversato da due strade. Nella parte meridionale, a sud del lago Lyokshmozero, corre una strada sterrata che collega Kargopol' a Pudož. Un'altra strada nella parte settentrionale del parco si dirama dalla cosiddetta «strada di Onezhsky», che collega Kargopol' a Pleseck attraverso Yemetsk. Questa strada raggiunge il villaggio di Pershlakhta, sul lago Kenozero, e gli altri insediamenti nei pressi del lago.